# شركة الحمدية (أولاد أمبارك)
شركة الحمدية هو دُوَّار يقع بجماعة أولاد امبارك، إقليم بني ملال، جهة بني ملال خنيفرة في المملكة المغربية. ينتمي الدوّار لمشيخة أولاد أمبارك التي تضم 21 دوار. يقدر عدد سكانه بـ 125 نسمة حسب الإحصاء الرسمي للسكان والسكنى لسنة 2004.

## روابط خارجية
- البوابة الوطنية للجماعات الترابية نسخة محفوظة 12 مارس 2018 على موقع واي باك مشين.
- المندوبية السامية للتخطيط